# GRF Route 66
GRF Route 66 ist ein brasilianischer Hersteller von Automobilen.

## Unternehmensgeschichte
Das Unternehmen wurde in den 2010er Jahren in Caieiras im Bundesstaat São Paulo gegründet. Die Produktion von Automobilen in Handarbeit begann, die als GRF Route 66 vermarktet werden.

## Fahrzeuge
Im Angebot stehen Nachbildungen klassischer Automobile. Die Basis bildet ein Rohrrahmen mit Einzelradaufhängung. Darauf wird eine Karosserie aus Fiberglas montiert.
Der Nachbau des Porsche 550 hat einen luftgekühlten Vierzylinder-Boxermotor von Volkswagen do Brasil mit 1600 cm³ Hubraum und Doppelvergaser. Außerdem sind ein Boxermotor mit 1700 cm³ Hubraum und Saugrohreinspritzung sowie zwei wassergekühlte Motoren mit 1800 cm³ und 2000 cm³ Hubraum, ebenfalls mit Saugrohreinspritzung, verfügbar.
Die Nachbildung des Porsche 356 gibt es laut Unternehmen nur als Speedster, wenngleich eine andere Quelle auch das Coupé nennt. Hier kommen nur die beiden oben genannten Boxermotoren zum Einsatz.
Für den Nachbau des AC Cobra stehen laut einer Quelle verschiedene V6- und V8- sowie Reihen-Sechszylindermotoren zur Wahl. Das Unternehmen nennt einen Vierzylindermotor mit 2500 cm³ Hubraum, einen Sechszylindermotor mit 4100 cm³ Hubraum und einen V8-Motor mit 302 Kubikzoll, entsprechend 4949 cm³ Hubraum, mit 240 PS Leistung.
Das Unternehmen selbst nannte im Oktober 2016 zusätzlich die Nachbildung des Jaguar XK 120. Motorisch unterscheidet er sich nicht vom Nachbau der AC Cobra.
Weitere Projekte befassen sich mit dem PGO Cévennes und dem Chrysler PT Cruiser.